# Vihtamonjärvi
Vihtamonjärvi eller Vihtamojärvi är en sjö i Finland. Den ligger i kommunen Sotkamo i landskapet Kajanaland, i den centrala delen av landet, 500 km norr om huvudstaden Helsingfors. Vihtamonjärvi ligger 173,1 meter över havet. Den är 13,68 meter djup. Arean är 1,43 kvadratkilometer och strandlinjen är 7,65 kilometer lång. Sjön  ingår i Uleälvens huvudavrinningsområde. 